# 前潟 (早島町)
前潟（まえがた）は、岡山県都窪郡早島町にある大字である。同町の町役場所在地。
郵便番号は〒701-0303（早島郵便局管区） 。

## 概要
町の南部宇野線早島駅の所在地で、駅前（駅北側）から早島の町筋までに集落ができている。
粘土製の強い土壌で、イグサの生育に適し、早島の特産のイグサ製品・畳表の盛業の元となった。現在はイグサ製品・畳表の往時程の勢いはないが、岡山県南部・備後南部などのかつてのイグサ製品の産地であった地域の中では、当地は現在も活発に製産が行われている地域の一つであり、早島表のブランドでその品質に信頼を得ている。

## 沿革

### 歴史
近世の初めまでは吉備穴海（児島湾）奥部の海辺であったが、天正12〜13年の間に岡山城主宇喜多秀家が汐止め堤防を築いて初期の開墾を行なったとき、宇喜多堤（今の早島の町筋）の前面には広い干潟があり、これを前潟とよんだ。
延宝7年、早島知行所領主早島戸川氏はこれを干拓させて新田を造成。帯江知行所領主帯江戸川氏も同時に前潟を干拓させて自領の新田をつくり、のちに都宇郡前潟村とする。早島知行所と帯江知行所の相給として支配した。『備中の新田開発』によると、早島戸川領221石4斗7升、帯江戸川領220石7升であった。
明治3年、村内を統一して単一の前潟村とし、同22年6月1日、村制を実施した。同26年には早島・矢尾の2村と合併して新たに早島村を置き、同村大字前潟となる。明治29年には町制を施行し、早島町に。明治43年6月12日、宇野線が開通し、当地に早島駅が開業した。
その後、役場が大字早島から当地へ移転された。

### 地名の由来
早島の町並からみて、その前面（南面）にあった干潟を干拓して出来た土地であるため名付けられた。

### 年表
| 年月日          | 出来事                                                                           | 備考 |
| --------------- | -------------------------------------------------------------------------------- | ---- |
| 延宝7年         | 早島知行所領主の早島戸川氏による干拓事業が完成。早島・帯江両知行所の相給となる。 |      |
| 慶長5年9月      | 庭瀬藩（戸川氏）の領地となる。                                                   |      |
| 寛永2年         | 早島知行所（早島戸川氏）の領地となる。                                           |      |
| 明治3年         | 相給だった村内を統一して都宇郡前潟村とする。                                     |      |
| 明治22年6月1日  | 町村制施行により、前潟村が村制による新たな前潟村となる。                         |      |
| 明治26年        | 都宇郡前潟村・早島村・矢尾村が合併し、新たな早島村を新設。同村の大字前潟となる。 |      |
| 明治29年2月26日 | 町制施行により早島町に改称。                                                     |      |
| 明治33年4月1日  | 都宇・窪屋2郡が統合されて都窪郡となる。                                          |      |
| 明治43年6月12日 | 宇野線が開通、早島駅が開業。                                                     |      |

## 地勢
河川
- 汐入川

## 主要施設
公的施設
- 早島町役場
- 早島町立図書館
- ゆるびの舎
- 早島町立歴史民俗資料館
- 早島町観光センター
- 早島中央公民館
- 早島町地域活動支援センター
- 早島町社会福祉協議会
- 早島大気環境測定所
- 弁才天排水機場

教育施設
- 早島町立早島幼稚園

医療・福祉施設
- 早島保育園

交通機関
- JR早島駅
- JR久々原駅
- JR早島変電所

一般企業・商店
- 晴れの国岡山農業協同組合早島町支店
- 大森機械製作所
- フジ産業
- 山陽マルナカ
- 倉敷はなむしろ
- 渡辺源二商店
- 佐藤丈平商店
- 原長平商店
- 原宗一郎商店
- つくぼ商工会

神社仏閣・その他宗教施設
- 荒神社
- 天理教早島分教会
- 天理教道生分教会

公園
- 汐入公園
- ぞうさん広場
- 早島南グラウンド

史跡
- 花ござ手織り伝承館
- 不老のみち
  - 不老のみち広場

## 交通
道路
- 岡山県道165号
- 岡山県道185号

鉄道
- JR瀬戸大橋線・宇野線
  - 早島駅
  - 久々原駅

旧街道
- 金比羅往来